# Будинок Сосницької земської управи
Будинок Сосницької земської управи — пам'ятка історії місцевого значення в Сосниці. Нині у будівлі розміщується Сосницький сільськогосподарський технікум бухгалтерського обліку.

## Історія
Рішенням виконкому Чернігівської обласної ради народних депутатів трудящих від 31.05.1971 № 286 надано статус «пам'ятник історії місцевого значення» з охоронним № 1754 під назвою «Будинок, де знаходилася Сосницька рада робітників та селянських депутатів». Встановлено інформаційну дошку.
Наказом Департаменту культури та туризму, національностей та релігій Чернігівської обласної державної адміністрації від 12.11.2015 № 254 для пам'ятника використовується нова назва — «Будинок земської управи».

## Опис
Будинок був збудований 1910 року для земської управи.
Кам'яний, двоповерховий, прямокутний у плані будинок, площею 308 м (33х19,5 м). Симетричність будівлі підкреслює ризаліт, що виступає центром за червону лінію фасаду. На другому поверсі межі ризаліту акцентовані спареними колонами, що завершується аттиком. Вікна прямокутні, над вікнами другого поверху арочні фрамуги. Будинок оперізують міжповерховий та вінчаючий карнизи. Над вхід на другому поверсі є балкон.
З червня 1917 року в будинку працювала Сосницька рада робітничих, селянських та солдатських депутатів. Керована Сосницькою більшовицькою організацією, рада 07.12.1917 усунула комісара Центральної Ради та проголосила у місті радянську владу. Рада організувала червоногвардійський загін під командуванням Д. І. Артюха (Артюхова) і ревком на чолі з С. В. Шелудьком, розпочала організацію ревкомів у селах повіту. У період 6-28 травня 1919 року тут працював Сосницький повітовий з'їзд Рад.
З 1930 року в будівлі розміщується технікум захисту с/г рослин, який у 1945 році був реорганізований у Сосницький сільськогосподарський технікум бухгалтерського обліку.
1947 року на фасаді будинку було встановлено меморіальну дошку Сосницькій раді робітників і селянських депутатів (мармур), нині демонтовано.